# محوطه سر قله دروار
محوطه سر قله دروار مربوط به دوران‌های تاریخی پس از اسلام است و در شهرستان دامغان، روستای دروار واقع شده و این اثر در تاریخ ۲۵ اسفند ۱۳۷۸ با شمارهٔ ثبت ۲۶۵۵ به‌عنوان یکی از آثار ملی ایران به ثبت رسیده است.